# Acronicta valliscola
Acronicta valliscola là một loài bướm đêm trong họ Noctuidae.